# Max Frisch

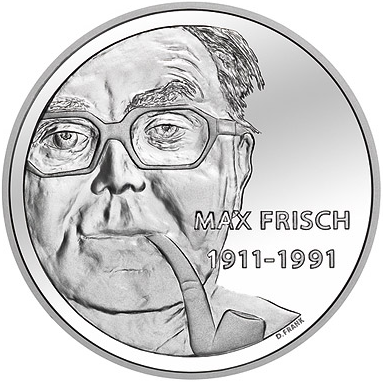
Max Frisch su una moneta svizzera del 2011.

Max Frisch (Zurigo, 15 maggio 1911 – Zurigo, 4 aprile 1991) è stato uno scrittore e architetto svizzero-tedesco.

## Biografia
Figlio dell'architetto Franz Bruno Frisch e di Karolina Bettina, nel 1930 si iscrisse all'Università di Zurigo in germanistica, ma dopo la morte del padre nel 1932 dovette interrompere gli studi per motivi finanziari, e iniziò a lavorare come corrispondente per il giornale Neue Zürcher Zeitung.
Tra il 1934 ed il 1936 intraprese molti viaggi per l'est ed il sud-est d'Europa. Il suo primo viaggio in Germania lo fece nel 1935.
Dal 1936 iniziò lo studio di architettura presso il politecnico federale di Zurigo (ETH Zürich: Eidgenössische Technische Hochschule Zürich), laureandosi nel 1942.
Dopo che nel 1942 vinse un concorso di architettura della città di Zurigo per la pianificazione e costruzione di una piscina comunale, che oggi porta il suo nome (Max-Frisch-Bad), aprì il suo studio di architettura. Sempre nello stesso anno sposò Gertrud Constanze von Meyenburg. Nel 1943 nacque la figlia Ursula e nel 1944 il figlio Hans Peter.
Nel 1947 incontrò Bertolt Brecht e Friedrich Dürrenmatt. Nel 1951 una borsa di studio della Fondazione Rockefeller gli permise di trascorrere un anno negli Stati Uniti. Nel 1954 si separò dalla famiglia, e dopo aver chiuso il suo studio di architettura, dal 1955 si dedicò unicamente alla scrittura.
Dal 1958 al 1963 intrattenne una relazione con la poetessa austriaca Ingeborg Bachmann.
Amante della cultura italiana e del suo popolo, visse a Roma. Successivamente, nel 1964 acquistò una vecchia stalla a Berzona che a partire dal 1965 divenne la sua abitazione.
Morì nel 1991 per un tumore al colon.

## Curiosità
- È autore della famosa citazione inerente al periodo della grande emigrazione italiana in Svizzera: Volevamo braccia, arrivarono persone.

## Opere
- Jürg Reinhart: Eine sommerliche Schicksalsfahrt, 1934.
- Il silenzio. Un racconto dalla montagna (Antwort aus der Stille. Eine Erzählung aus den Bergen, 1937), trad. di Paola Del Zoppo, Roma, Del Vecchio Editore, 2013.
- Fogli dal tascapane (Blätter aus dem Brotsack. Geschrieben im Grenzdienst 1939, 1940), trad. di Daniela Idra, Bellinzona, Casagrande, 2000.
- I difficili, ovvero j'adore ce qui me brûle (J'adore ce qui me brûle oder Die Schwierigen, 1944).
- Adesso cantano ancora (Nun singen sie wieder, 1946).
- Sono, ovvero Un viaggio a Pechino (Bin oder die Reise nach Peking, 1945), trad. di Gina Maneri, Milano, Marcos y Marcos, 1988.
- Santa Cruz, 1946.
- La muraglia cinese (Die Chinesische Mauer, 1947).
- Tagebuch mit Marion, 1947.
- Als der Krieg zu Ende war, 1949.
- Diario d'antepace: 1946-1949 (Tagebuch 1946 - 1949, 1950), trad. di Angelica Comello ed Eugenio Bernardi, Milano, Feltrinelli, 1962.
- Don Giovanni o l'amore per la geometria (Don Juan oder Die Liebe zur Geometrie, 1953), trad. di Enrico Filippini, Milano, Feltrinelli, 1991.
- Stiller (Stiller, 1954)
  - trad. di Amina Lezuo Pandolfi, Milano, Mondadori, 1959-2002.
  - trad. di Elena Broseghini, Introduzione di Eva Banchelli, Mondadori, 2018.
- Die Grosse Wut des Philipp Hotz, 1956.
- Homo Faber: resoconto (Homo Faber: Ein Bericht, 1957), trad. di Aloisio Rendi, Milano, Feltrinelli, 1959.
- Omobono e gli incendiari (Biedermann und die Brandstifter, 1958), trad. di Enrico Filippini, Milano, Feltrinelli, 1962.
- Andorra: commedia in dodici quadri (Andorra, 1961), trad. di Enrico Filippini, Milano, Feltrinelli, 1962.
- Oderland (Graf Öderland, 1963), trad. di Enrico Filippini, Milano, Feltrinelli, 1962.
- Il mio nome sia Gantenbein (Mein Name sei Gantenbein, 1964), trad. di Ippolito Pizzetti, Milano, Feltrinelli, 1965; Collana Oscar Moderni, Milano, Mondadori, 2022, ISBN 978-88-047-4677-5.
- Erinnerungen an Brecht, 1968.
- Biografia. Un gioco scenico (Biographie: Ein Spiel, 1967), trad. di Maria Gregorio, Milano, Feltrinelli, 1970.
- Guglielmo Tell per la scuola (Wilhelm Tell für die Schule, 1971), trad. di Enrico Filippini, Torino, Einaudi, 1973.
- Diario della coscienza: 1966-1971 (Tagebuch 1966 - 1971, 1972), trad. Bruna Bianchi, Milano, Feltrinelli, 1974.
- Libretto di servizio (Dienstbüchlein, 1974), trad. di Enrico Filippini, Torino, Einaudi, 1977.
- Montauk (Montauk. Eine Erzählung, 1975)
  - trad. di Bruna Bianchi, Collana Nuovo coralli, Torino, Einaudi, 1977, ISBN 978-88-064-8579-5.
  - trad. di M. Galli, Collana Oscar Moderni, Milano, Mondadori, 2022, ISBN 978-88-047-4495-5.
- Trittico. Tre quadri scenici (Triptychon. Drei szenische Bilder, 1978), trad. di Bruna Bianchi, Torino, Einaudi, 1985.
- L'uomo nell'Olocene (Der Mensch erscheint im Holozän, 1979), trad. di Bruna Bianchi, Torino, Einaudi, 1981, 2012.
- Barbablù (Blaubart. Eine Erzählung, 1982), trad. di Bruna Bianchi, Torino, Einaudi 1984.
- Forderungen des Tages. Portraits, Skizzen, Reden 1943-1982, Suhrkamp, 1983.
- Svizzera senza esercito? Una chiacchierata rituale (Schweiz ohne Armee? Ein Palaver, 1989), Bellinzona, Casagrande, 1989.
- Schweiz als Heimat? Versuche über 50 Jahre, 1990.
- Frammenti di un terzo diario (Entwürfe zu einem dritten Tagebuch), a cura e con una postfazione di Peter von Matt, trad. Martino Patti, Bellinzona, Casagrande, 2011.
- Quadrato nero (Schwarzes Quadrat. Zwei Poetikvorlesungen), trad. Enrico Paventi, Roma, Gaffi Editore, 2012.

### Epistolari
- Corrispondenza Max Frisch - Friedrich Dürrenmatt (Briefwechsel), a cura di Peter Ruedi, ed. italiana a cura di Anna Ruchat, Collana Scrittori, Bellinzona, Casagrande, 2001, ISBN 978-88-771-3344-1.
- Max Frisch - Alfred Andersch, Cento passi di distanza. Lettere tra amici (Briefwechsel), trad. Mattia Mantovani, a cura di Jan Bürger, Collana I cristalli, Locarno, Armando Dadò Editore, 2015, ISBN 978-88-828-1415-1.

## Archivi
- Fondo presso Archivio M. Frisch, ETH-BIB.